# Мотет
Мотет (фр. motet від mot — слово) — вокальний багатоголосний твір поліфонічного складу. Мотет як музичний жанр виник у XII столітті у Франції.
Назва «мотет» з'явилася у XIII столітті і стосувалася вокальних творів, у яких мелодія григоріанського хоралу (тенор) поліфонічно з'єднується із двома іншими мелодичними лініями (дуплум і триплум). Твори такого роду стали називатися мотетами, коли словесний текст (позначуваний словом mot) почали переносити в дуплум (званий тому мотетом), тобто в голос, що раніше просто вокалізувався. В XII столітті мотети були, як правило, багатотекстовими, тобто в різних партіях звучали різні тексти, як церковні, так і світські, траплялося навіть різними мовами.
На відміну від середньовічного, ренесансний мотет писали тільки на церковний текст, єдиний для даного твору. Однак і в цій формі зберігалася неодночасність проголошення слів у різних голосах — найчастіше це було результатом широкого застосування імітацій, і подібна особливість стала характерною ознакою жанру мотету взагалі.
В епоху бароко, коли великого поширення набувають інструментальні жанри, роль мотету переходить до кантати, проте й чисто вокальний мотет продовжує своє існування: мотети складалися до різного роду урочистостей. Історія мотету налічує близько семи століть, і в сфері західної церковної музики цей жанр поступається за значенням тільки месі. Серед авторів середньовічних мотетів — Перотін і Гійом де Машо, в епоху Відродження мотети писали Джон Данстейбл, Гійом Дюфаї, Йоганнес Окегем, Жоскен Депре, Орландо ді Лассо, Палестріна, у XVIII–XIX століттях — Й. С. Бах, В. А. Моцарт, Ф. Мендельсон, А. Брукнер, Й. Брамс та інші.